# Basic Instinct 2
Basic Instinct 2, anche noto come Basic Instinct 2: Risk Addiction, è un film del 2006 diretto da Michael Caton-Jones, sequel del campione d'incassi diretto da Paul Verhoeven nel 1992. Basic Instinct 2, basato sui personaggi di Joe Eszterhas, è sceneggiato da Leora Barish e Henry Bean. Le musiche sono di John Murphy.
Il film vede il ritorno della femme fatale Catherine Tramell (Sharon Stone), coinvolta in nuovi omicidi a Londra. Stavolta è uno psichiatra, il dottor Michael Glass (David Morrissey), a indagare sul suo conto per Scotland Yard, mentre gli omicidi continuano.

## Trama
Catherine Tramell, trasferitasi dagli Stati Uniti a Londra, si fa masturbare, mentre è alla guida di un'auto lanciata a forte velocità, dal suo amante di turno. A causa dell'orgasmo, perde il controllo e la vettura cade nel Tamigi. Il malcapitato accompagnatore della donna annega, mentre lei si salva. L'ispettore di Scotland Yard, Washburn, cerca di trovare un modo per arrestarla. La sua perizia psichiatrica viene affidata al dottor Michael Glass, noto analista che, però, sette anni prima, aveva lasciato che restasse libero un suo paziente, uno spacciatore, che aveva poi massacrato la fidanzata incinta.
Catherine si sente subito attratta da lui, specialmente per via del suo forte autocontrollo. Michael capisce subito che la scrittrice è una donna intelligente, ma dipendente dal pericolo, narcisista e bugiarda patologica. Purtroppo, i capi d'accusa cadono per insufficienza di prove, quindi Catherine viene prosciolta dall'accusa di omicidio, con grande delusione di Washburn, il quale è sicuro che Catherine sia un pericolo per chiunque. Michael ha una conversazione con Adam Powers, un giornalista che lavora presso una rivista scandalistica. Michael lo odia, perché lui andava a letto con sua moglie Denise e fu la causa del suo divorzio con quest'ultima infatti dopo che il suo paziente uccise la fidanzata, Michael, vittima del senso di colpa, per non averne compreso la natura omicida, affrontò una crisi emotiva che lo spinse ad allontanarsi da sua moglie. Lei, quindi, lo tradì con Adam. Quest'ultimo, gli dice che ha intenzione di fare ricerche più approfondite riguardo a ciò che successe sette anni prima, facendo intendere che vuole mettere in discussione il lavoro di Michael e screditarlo.
Michael riceve la visita di Catherine nel suo studio. Lei vuole diventare una sua paziente; inoltre, vuole scrivere un nuovo libro, che parla di un'assassina che stringe un morboso legame con il suo analista. Catherine, durante le sedute, stuzzica Michael, raccontandogli le sue avventure sessuali e le sue fantasie perverse. Michael capisce che Catherine non è andata da lui per farsi aiutare, ma solo per manipolarlo. In un certo senso, la donna ci riesce: Michael inizia a manifestare una certa dipendenza da lei, tanto che la chiama al telefono e, una sera, la segue in un quartiere a luci rosse, dove, apparentemente, Catherine viene portata via, contro la sua volontà, da un uomo dall'aria poco raccomandabile; credendola in pericolo, Michael la cerca per salvarla, ma la trova facendo sesso proprio con lui.
Michael parla di tutto questo con la sua collega e amica, Milena, la quale gli consiglia di chiudere con Catherine, perché la scrittrice esercita una pessima influenza su di lui. Michael e Milena vanno a una festa e lì incontrano Catherine, la quale è stata invitata dal dottor Jakob Gerst, con la scusa di cercare materiale per il suo libro; Michael, però, è consapevole che lei vuole solo invadere i suoi spazi. Michael lascia la festa insieme a un'amica, Michelle, che è attratta da lui. I due vanno a casa di Michael, dove consumano un rapporto sessuale che viene tuttavia interrotto da una chiamata di Denise, che chiede a Michael di raggiungerla nella casa di Adam. Michael arriva sul posto e trova Adam morto, strangolato. Poi, arriva Washburn, che inizia a indagare e, nonostante l'amicizia che vige tra loro, non può fare a meno di sospettare di Michael, che aveva le sue buone ragioni per volere Adam morto: gli portò via la moglie e voleva distruggere la sua carriera, scrivendo sull'omicidio compiuto dal suo paziente.
Catherine confessa a Michael che lei e Adam erano amanti, anche se la stessa Catherine non provava molta stima per lui. Michael cerca di parlare con Denise, per chiederle se aveva mai proferito parola, con Adam, sull'omicidio commesso dal suo paziente, ma lei, sentendosi importunata, decide di andarsene, Michael la segue in un club, la trova gravemente ferita nel bagno e cerca di salvarla, ma è troppo tardi. Denise muore e le cose, per Michael, iniziano a mettersi male, Washburn riferisce a Michael che Catherine, recatasi al dipartimento, ha dichiarato che lei aveva avuto dei rapporti sessuali con Denise e Adam, ma che non le ha creduto, perché sicuro che voglia solo confonderli. Michael va a casa di Catherine per parlarle e lei ammette la verità, cioè che conosceva Denise solo in maniera superficiale. L'obiettivo di Catherine era solo quello di ottenere più informazioni su Michael. I due si baciano con passione e trascorrono una notte di sesso.
Henry Rose, l'avvocato di Catherine, va da Michael e gli mette la pulce nell'orecchio riguardo al suo amico Washburn, facendogli intendere che è una persona dalla dubbia moralità. Michael inizia a insospettirsi, comincia a cercare dei vecchi articoli scritti da Adam, riguardanti un misterioso e anonimo poliziotto corrotto. Questi fanno supporre che si tratti proprio di Washburn, sospetto confermato quando Michael parla con Peter, ex collega di Adam, il quale sostiene che Washburn falsifichi le prove per inchiodare quelli che considera dei criminali e ipotizza che abbia ucciso lui Adam, perché stava per scrivere un articolo compromettente su di lui.
Washburn porta Michael su un'altra scena del crimine: la vittima è Richard, l'uomo con il quale Catherine aveva fatto sesso, la sera in cui lui l'aveva seguita. Va a casa di Catherine per confrontarsi con lei un'altra volta, la donna si spoglia davanti a lui e si immerge nella vasca a idromassaggio; poi, cerca di confonderlo con le sue parole. Michael perde il controllo e, in un impeto di rabbia, la strangola, fermandosi prima di ucciderla.
Michael torna a casa e apre un regalo di Catherine, un CD, dove sono trascritte le pagine del suo nuovo libro, da cui si evince che la sua prossima vittima sarà Milena. Michael va a casa della collega per salvarla e chiama Washburn, chiedendogli di raggiungerlo. Lì, trova Catherine, che è riuscita a manipolare Milena, la quale dice a Michael che, alla luce del suo comportamento poco professionale, probabilmente non eserciterà mai più. Michael, in collera, si avventa su Catherine. Milena cerca di proteggerla, ma Michael la spinge, facendole sbattere la testa su un tavolo. Catherine gli dice che non è stato il suo paziente a uccidere la fidanzata, sette anni prima, ma Washburn. Aggiunge che Adam voleva indagare sulla faccenda, per distruggere non la sua carriera, ma quella dell'ispettore che, per tutelarsi, ha ammazzato anche lui. Quando Washburn arriva, Michael gli spara a morte con la pistola di Catherine e viene arrestato.
Michael viene rinchiuso in un istituto psichiatrico. Catherine va a trovarlo e lo trova in stato confusionale. Gli confida una sua teoria su ciò che è successo: è stato lui a uccidere Adam, Denise e Richard. Infine, gli lascia il suo nuovo libro e lo saluta baciandolo. Michael, mentre la donna si allontana, sorride con aria maligna.

## Produzione
Il film venne annunciato nel giugno 2000, dai produttori Andrew Vajna e Mario Kassar, quando Sharon Stone firmò il contratto con la produzione, e le riprese fissate tra la fine del 2001 e il giugno 2002. La Stone è l'unico personaggio del film originale a comparire nel seguito, dopo il rifiuto di Paul Verhoeven e Joe Eszterhas a prendere parte al progetto. Michael Douglas rifiutò di riprendere il ruolo del film originale, ammettendo che si sentiva troppo vecchio per la parte. Tuttavia nei mesi successivi la pre-produzione del film venne ritardata più volte, a causa dei numerosi rifiuti dei vari partner maschili proposti per la pellicola, (così come accadde nel primo film per il ruolo poi andato a Douglas); tra i vari che rifiutarono la parte ci furono Harrison Ford, Kurt Russell, Jude Law, Pierce Brosnan, Javier Bardem e Benicio Del Toro. L'attore Robert Downey Jr. all'inizio accettò il ruolo, ma fu costretto a dare forfait a causa dei suoi problemi di droga.
Dopo un anno di continui forfait di casting, non riuscendo a trovare un partner, nel giugno 2001 i produttori abbandonarono il progetto, preferendo dedicarsi al più fruttuoso Terminator 3 - Le macchine ribelli. La Stone, quindi, intentò una causa da 100 milioni di dollari contro i produttori, ritenendoli responsabili dei ritardi di produzione. Dopo una controversia abbastanza lunga, nel 2004 la Stone, alla première del film Catwoman, rivelò di aver lasciato cadere le accuse e che il progetto era ripartito.
Il regista scozzese Michael Caton-Jones venne assunto per dirigere il film, appena cinque giorni dopo aver terminato le riprese del film Shooting Dogs. Vennero poi assunti gli attori inglesi David Morrissey, Charlotte Rampling e David Thewlis come co-protagonisti del film (il ruolo di quest'ultimo era stato inizialmente offerto a Andy García, che rifiutò).
Per questo film la Stone ha percepito un cachet di ben 15 milioni di dollari, firmando un accordo "pay for pay" con i produttori del film.

## Riconoscimenti
- 2006 - Razzie Awards
  - Peggior film
  - Peggior attrice protagonista a Sharon Stone
  - Peggior sceneggiatura a Leora Barish e Henry Bean
  - Peggior prequel o sequel
  - Nomination Peggior regista a Michael Caton-Jones
  - Nomination Peggior attore non protagonista a David Thewlis
  - Nomination Peggior coppia ai seni sbilenchi di Sharon Stone
- 2007 - Premio YoGa
  - Peggior attrice straniera a Sharon Stone
- 2006 - Alliance of Women Film Journalists
  - Hall of Shame
- 2006 - Oklahoma Film Critics Circle Awards
  - Film ovviamente peggiore
- 2006 - Stinkers Bad Movie Awards
  - Nomination Peggior film
  - Nomination Peggior attrice a Sharon Stone
  - Nomination Peggior sequel
- 2006 - Women Film Critics Circle Awards
  - Hall of Shame

## Slogan promozionali
- «Sometimes Obsession Can Be Murder»
- «Everything interesting begins in the mind.»
- «L'intrigo ha inizio nella mente.»

## Box office
Basic Instinct 2 ha avuto un costo di produzione stimato in 70 milioni di dollari. A causa degli incassi molto deludenti, negli USA è stato ritirato dalle sale dopo appena 17 giorni di programmazione, quando gli incassi hanno raggiunto appena i 5,8 milioni di dollari. L'accoglienza nel resto del mondo è stata migliore, ma non ha comunque permesso al film di totalizzare un incasso mondiale superiore ai 38,6 milioni. Tale flop commerciale ha precluso l'eventualità di realizzare un ulteriore sequel.